# (4486) Mithra
(4486) Mithra (1987 SB) – planetoida z grupy Apollo okrążająca Słońce w ciągu 3 lat i 100 dni w średniej odległości 2,2 j.a. Została odkryta 22 września 1987 roku przez Erica Elsta i Władimira Szkodrowa.